# 김금화 (펜싱 선수)
김금화(金金和, 1982년 7월 21일 ~ )는 대한민국의 펜싱 선수로 주 종목은 사브르이다. 그녀는 카타르 도하에서 열린 2006년 아시안 게임과 중국 광저우에서 열린 2010년 아시안 게임에서 4개의 메달 (은메달 2개, 동메달 2개) 을 획득하였다.
김금화는 베이징에서 열린 2008년 하계 올림픽에서 대한민국 대표로 참가하였고, 그녀는 여자 사브르 개인전에 팀동료 이신미와 함께 출전하였다. 그녀는 프랑스의 카롤 베르뉴와의 경기에서 15-14로 승리하며 16강에 진출하였으나, 16강에서 우승 후보인 중국의 탄쉐에게 8-15로 패하며 탈락하였다.